# Karl Duch
Karl Duch (* 2. September 1898 in Graz; † 16. April 1973 in Wien) war ein österreichischer Koch, Kochlehrer, Kochlehr- und Kochbuch-Autor.

## Leben und Wirken
Über Karl Duchs Jugendjahre ist recht wenig bekannt. Karl Duch begann mit 14 Jahren eine Kochlehre im Wiener Rathauskeller, von 1912 bis 1915. Nach dem Ersten Weltkrieg war er Mitbegründer des Dualen-Schulausbildungssystems (Lehre und Berufsschule) in der Ersten Republik Österreich. Im Jahr 1948 übernahm er den Verband der Köche Österreichs und pflegte mit Erfolg die ersten internationalen Kontakte nach dem Zweiten Weltkrieg. Ab 1956 war er Präsident des Weltbundes der Kochverbände World Association of Chefs Societies, sein Generalsekretär wird Ernst Faseth, der dann von 1965 bis 1979 der Präsident des Verbandes wurde. In den 1950er-Jahren unterrichtet er an der Berufsschule für Gastgewerbe und war Direktor der Gastgewerbeschule (ab 1956 GAFA) in Wien, Innere Stadt am Judenplatz.
Karl Duch war Autor zahlreicher Koch- und Lehrbücher, die er in Lexika Art verfasste. Noch heute sind sie in überarbeiteter Form Standardwerke bei der Ausbildung des Kochhandwerkes, wie zum Beispiel das:„Handlexikon der Kochkunst“, ein Hilfs- und Nachschlagewerk der internationalen Hotel- und Restaurantküche mit Grundkochrezepten und über 6.000 Kochvorschriften, wobei die Erklärungen der Menüs zum Teil und die Benennungen der Speisennamen in Deutsch, Französisch, Englisch und Italienisch erfolgen. Das Buch wurde 1951 mit dem Großen Preis in Gold und 1964 im Literarischen Wettbewerb mit der Goldmedaille, beides bei der Internationalen Kochkunstausstellung in Frankfurt am Main, ausgezeichnet. Seit dem 3. Oktober 1973 wird es durch das Bundesministerium für Unterricht und Kunst (Zl. 108.244-I/46/72), unter den damaligen Unterrichtsminister und späteren Bundeskanzler Fred Sinowatz, als österreichisches Lehrbuch zugelassen.
Karl Duch verstarb mit 74 Jahren und ist am Wiener Zentralfriedhof (Grabdaten: Gruppe 12E/Reihe 3/Nummer 8) bestattet.

## Auszeichnungen (Auswahl)
- 1992: Benennung des Duchweg in Wien-Meidling nach ihm.

## Werke (Auswahl)
- 1939: Die Wiener Mehlspeise in der Gaststätte Karl Duch/Richard Witzelsberger, Wien 1, Fachverlag für Kochkunst Mayer & Comp.
- 1942: Die Wiener Küche im Kriege Wien, Verlag: Fachverlag für Kochkunst Mayer & Comp.
- 1946: Lehrbuch der Wiener Küche Die Praxis des modernen Kochens, Wien, Verlag: Fachverlag für Kochkunst Mayer & Comp.
- 1946: Die Wiener Mehlspeise Verlag: Fachverlag für Kochkunst Mayer & Comp.
- 1947: Gastlichkeit als Beruf – Handbuch für die Praxis Wien, Innung des niederösterreichischen Gastgewerbes, Günther Leopold/Karl Duch/K Büskens u. a.
- 1950: Handlexikon der Küche: Ein Hilfs- und Nachschlagewerk der internationalen Hotel- und Restaurantküche. Grundrezepte, 6000 Kochvorschriften, französisches und deutsches Register, Viersprachen-Wörterverzeichnis. Wien, Fachverlag für Kochkunst Mayer & Comp.
- 1953: Man nehme ... – moderne Küche für jedermann Humboldt Verlag
- 1956: Kalte Gerichte Wien/St. Pölten/München, Verlag: Hippolyt (-Bibliothek Band 19)
- 1960: Gut gekocht, gut gegessen, gut gelaunt Wien/St. Pölten/München, Verlag: Hippolyt
- 1961; 2002: Handlexikon der Kochkunst Band 1. Modernes Nachschlagewerk der internationalen Hotel- und Restaurantküche. Erklärung der Speisen in Deutsch, Französisch, Englisch und Italienisch; Linz, Verlag: Rudolf Trauner Verlag ISBN 978-3-85320-124-4; (1. Januar 2002, 19. vollständig überarbeitete Auflage, 976 Seiten, [ISBN 978-3-85487-340-2] von Christian Duch, Kurt Bauer (Koch-, Lehrer, Buchautor), Gertraud Bauer, Edgar Deisl, Johann Hagenauer, Karl Duch; Ausgezeichnet mit der Silbermedaille der GAD – Gastronomischen Akademie Deutschlands e. V.)
- 1967: Menülexikon – Modernes Nachschlagewerk über die Zusammenstellung von internationalen Menüs für die Hotel- und Restaurantküche Fremdsprachenmenüs für verschiedene Anlässe, Linz/Donau, Rudolf Trauner Verlag, ISBN 3-85320-2705, ISBN 978-3-85320-270-8
- 1967: Kleines Wiener Kochbuch Verlag: Cura
- 1967: Die kleinen Köche Irmtraud Herzmansky/Karl Duch/Illustration Horst Lemke, Wien-Heidelberg, Carl Ueberreuter Verlag
- (?); 1982: Pikante kalte Küche Verlag: Cura, ISBN 3-7027-0050-1
- (?): Wiener Mehlspeisen und Vorspeisen 500 erprobte Rezepte für den modernen Haushalt Mit einem Anhang: Herstellung von Bargetränken, Bowlen, Punsch und Likören, Wien,  Fachverlag für Kochkunst Mayer & Comp.